# Tarcsa (keresztnév)
A Tarcsa régi magyar személynév, a Tar személynév kicsinyítőképzős alakja, jelentése: kopaszka.

## Rokon nevek
- Tarsa: szintén a Tar személynév kicsinyítőképzős alakja, ennek a jelentése is kopaszka.[2]

## Gyakorisága
Az 1990-es években a Tarcsa és a Tarsa szórványos név, a 2000-es években nem szerepelnek a 100 leggyakoribb férfinév között.

## Névnapok
Tarcsa, Tarsa ajánlott névnap:
- február 25.,[2] szökőévekben február 26.